# 彭林 (中将)
彭林（1914年6月29日—2002年7月24日），原名彭栋才，中国人民解放军中将。1955年获一级八一勋章、二级独立自由勋章、一级解放勋章，1988年获一级红星功勋荣誉章。

## 生平

### 民国时期
1932年至1934年7月，任湘赣省会青工部委员、巡视团主任；县工会委员长、县委委员，湘赣省I会常委，中央代表团主任。湘赣军区兵工厂政治委员，湘赣省工会委员长、省委委员、省苏维埃政府委员，湘赣军区总医院政治委员．湘赣军区卫生部政治委员，湘赣军区保卫局局长。1934年8月至1936年6月，任红六军团十七师五十团政治委员、红二军团政治部地方工作部部长兼工作团政治委员，红六军团十七师五十一团政治委员、红六军团保卫局局长、红十七师副政治委员、红十六师副政治委员参加湘赣、湘鄂川黔苏区反围剿战役和长征。1936年7月任红二方面军第六军团模范师政治委员。同年12月，任抗日红军大学学习。
抗日战争爆发后，到上海、浙江开展敌后工作。1937年9月至11月，任上海军委分会三科科长。1937年11月至1939年11月，任浙江省吴兴县抗日游击队参谋，中共浙西特委委员、组织部部长、前委书记。1939年12月至1943年9月，在浙东义乌地方部队做统一战线工作：1943年10月至1945年10月，任浙东游击纵队金萧支队大队长，支队参谋长、支队长，苏中军区教导一旅政治委员。1945年11月至1946年，任山东军区第一纵队二旅政治委员。1946年8月，任中共中央华东局党校学习。1947年至1949年2月，任胶东军区东海军分区司令员、胶东军区前方政治部主任。

### 共和国时期
1949年2月至1951年3月，任第三野战军二十二军政治委员兼政治部主任，1951年3月至1955年4月，任铁道公安部队政治委员兼政治部主任。1955年5月起，任海军旅顺摹地政治委员、党委书记；三兵团党委委员，中共旅大市委委员同年9月被授予海军中将军衔，获一级八一勋章、二级独立自由勋章、一级解放勋章。1956年6月、1959年7月，当选中共旅大市第一、二届委员会委员。1960年8月起，任海军航空兵部政治委员。
1966年担任华北局驻北京大学工作组（代行党委职权）副组长，但工作组不久后就被撤销。1968年任第四机械工业部军管会主任，1970年7月四机部成立革委会后，彭林担任四机部革委会主任，直至1972年9月由四机部首任部长王诤接任。1975年8月至1985年7月任海军顾问，1979年1月至1982年12月担任海军纪律检查委员会副书记，是第五届全国政协委员、第六届全国政协常委。1988年，获一级红星功勋荣誉章；2002年7月24日，在青岛逝世。